# Отношения между България и Китай
Българо-китайските отношения са външните отношения между България и Китай. Двете страни установяват дипломатически отношения на 4 октомври 1949 г. Към 2022 г. България има посолство в Пекин и консулство в Шанхай. Китай има посолство в София.

## История

### Преди 1989 година
България е втората страна след СССР, признала съвременен Китай на 03.10.1949 г. Първият български посланик е Янко Петков (1950 г.). Две години по-късно в България пристига и първото военно аташе на КНР – подполковник Чжоу Юнгуан.
През 50-те години на ХХ век между НРБ и КНР са осъществени редица визити на високо ниво. През 1952 г. са сключени и първите междудържавни спогодби – първата е в областта на търговията, а втората в сферата на културата. В края на септември и началото на октомври 1954 г. за Пекин заминава делегация, съставена от членове на Политбюро на БКП, водена от Райко Дамянов. През септември същата година България приема дипломатическа група, оглавявана от заместник-председателя на Държавния съвет на Китай Дун Биу. През 1958 г. се осъществява посещение на Вълко Червенков в КНР. Българската делегация остава цели 32 дни, а връхна точка във визитата е личната среща на Червенков с Мао Дзъдун.
Отношенията между София и Пекин са нарушени от разразилия се китайско-съветски разкол, кулминирал в серия въоръжени стълкновения през 1969 г. България категорично заема страната на СССР, което довежда до охлаждане на отношенията с Китай. Въпреки това търговските връзки не са нарушени. Сред стоките, внасяни от КНР са: памучни, вълнени и копринени изделия, чай, хартия, термоси и др.
През 1970 г. външният министър на НРБ Иван Башев предлага нормализиране на взаимоотношенията с Китай. То е потвърдено с решение на ЦК на БКП (№ 588/ 17.09.1970 г.).
През октомври 1980 г. НРБ е домакин на Съвещание на страните членки на СИВ под надслов „Научно-техническо и икономическо сътрудничество с Китай“.
През 1986 г. между НРБ и КНР е подписано споразумение за развитие на научно-техническото сътрудничество. Година по-късно е осъществено и посещение на Тодор Живков в Китай (5 – 9 май). То завършва с парафиране на спогодба в областта на културата и Консулска конвенция. Благодарение на спогодбата много български студенти завършват образованието си в Китай.
През 1987 г. в България пристига генералният секретар на ККП Джао Дзъян. В резултат на визитата е подписана спогодба за безвизов режим и споразумение за радио-телевизионно сътрудничество.

### След 1989 година
През 1990 г. Китай се стреми да увеличи разбирателството с източноевропейските страни и проучва начини за подобряване на двустранните отношения с тях. За тази цел и България и Китай поддържат честа размяна на контакти и посещения. През август 1990 г. китайският заместник-министър на външните работи Тиан Зенгпей посещава България за редовни консултации. По време на двустранните контакти и срещи е постигнат консенсус, че няма конфликт на фундаментални интереси между страните и че продължаването на развитието на всестранните отношения между Китай и България е в техен най-добър интерес.

## Икономически връзки
След 2000 г. икономическите връзки между двете страни се подобряват. След посещението на президента Румен Радев през 2019 г. в Китай отношенията достигат до най-високото си ниво – стратегическо партньорство.
За 2020 година българският износ към Китай достига 1 806,3 милиона лева, а вносът е 3 057,2 милиона лева. Търговското салдо е отрицателно в размер на -1 250,9 милиона лева. 
| Година | Внос          | Износ         | Дефицит/Излишък |
| ------ | ------------- | ------------- | --------------- |
| 2017   | 1 169 042 046 | 937 423 821   | -231 618 225    |
| 2018   | 1 440 253 159 | 1 146 431 159 | -293 822 000    |
| 2019   | 1 554 787 822 | 1 164 136 835 | -390 650 987    |
| 2020   | 1 547 089 088 | 1 370 982 164 | -176 106 924    |

За първите 11 месеца на 2021 година дефицитът при търговията на България с Китай достига рекордните 384 259 098 щатски долара.